# 観世元信
観世 元信（かんぜ もとのぶ、1931年8月8日 - 2019年11月10日）は、日本の能楽師。能楽観世流囃子方太鼓方十六世宗家。日本能楽会会員。

## 概要
1931年 能楽囃子方観世流太鼓十五世宗家・観世元継の長男として東京府（現世田谷区）に生まれる。1946年 父の観世元継が死去し、宗家を継承。1947年 「岩舟」で初舞台。1950年 学習院大学文学部に入学。1952年 東京藝術大学非常勤講師となる。1954年 学習院大学文学部文学科国文学専攻卒業。同年初めての能楽使節団の一員としてイタリア・ビエンナーレ演劇祭に参加。
1959年 「石橋大獅子」を披見。「道成寺」・「乱」・「石橋」等の大曲・秘曲を含め数多くの舞台を勤める。メキシコ・アメリカ・中国の海外公演に参加。
1989年 東京藝術大学客員教授。1999年 東京藝術大学を退官。2002年 勲五等双光旭日章受章。2007年 第28回観世寿夫記念法政大学能楽賞・第18回催花賞受賞。このほか国立能楽堂養成会主任講師・能楽宗家会理事・日本能楽会理事等を歴任。中央・地方各地で活動し囃子方を育成した。
2019年11月10日死去。88歳没。

## 家族・親族
- 長男 - 観世元伯（もとのり）（1966年 - 2017年）
- 女婿（長女貴子の夫） - 龍虎勢朋、元大相撲小結

## DVD
- 能楽名演集1 金春流「黒塚」櫻間道雄 本田秀男 豊嶋十郎 鈴木順一 山本則寿 一噌幸政 中原孝一 瀬尾乃武 観世元信／金剛流「葵上」豊嶋弥左衛門、NHKエンタープライズ
- 能楽名演集2 宝生流「羽衣」野口兼資 松本謙三 森茂好 松本義 一噌正之助 北村一郎 安福春雄 観世元信／「綾鼓」高橋進 近藤乾之助 森茂好 野村万作 藤田大五郎 大倉長十郎 安福春雄 観世元信、NHKエンタープライズ
- 特選 NHK能楽鑑賞会 宝生流「綾鼓」松本恵雄 大坪喜美雄 鏑木岑男 野村万作 藤田大五郎 幸昭弘 亀井忠雄 観世元信、NHKエンタープライズ